# Schweizer Hitparade
Schweizer Hitparade (del alemán: ‘listas musicales suizas’) es la lista principal de ventas musicales exitosas de Suiza. Las listas son un registro de la venta de sencillos y álbumes más alto en varios géneros en Suiza.
Las Listas de Suiza, incluyen:
- Singles Top 100 (lanzado en 1968)
- Top Albums 100 (lanzado a finales de 1983)
- Recopilaciones Top 25
- Top 30 Airplay

Las listas se actualizan semanalmente y se publican los domingos, y se presentan al público en el anterior miércoles por la noche.